# Петриківська загальноосвітня школа (Петриківський район, Дніпропетровська область)
Петриківська середня загальноосвітня школа І—ІІІ ступенів — середня загальноосвітня школа у смт. Петриківка, Петриківського району Дніпропетровської області, Україна. Мова навчання — українська.
Петриківська середня загальноосвітня школа з профільним виробничим навчанням імені Героя Радянського Союзу Миколи Васильовича Чичикала є найбільшим навчальним закладом Петриківщини.

## Історія
"Відновлення в пам'яті сучасників історичних подій минулого і корисно і приємно; спогади про минуле, відновлюючи спогади про діячів минулого часу, можуть пробуджувати енергію в нащадках. (Киевская старина 1889 р. т. XXV)
20 лютого 1810 р. в Петриківці Катеринославської суб. З населенням 2429 душ було відкрито 2-класне училище Міністерства народної освіти на навчання було зараховано 26 учнів (всі чоловічої статі) і всі з селян. В той період в Ново московському повіті діяло лише 3 школи в казенних поселеннях (1 з них у Петриківці)
Утримання училища обходилося казні у 165 карбованців на рік, з них 50-75 карбованців — оплата праці вчителя і 25 карбованців — оплата праці помічника.
В документах відзначається увага Петриківської сільської громади до діяльності училища (Новомосковские учбные завидения, документы, известия, заметки, Киевская старина 1889 р. т. XXV)
Макет виготовив учитель фізики Кумпан Василь Тимофійович по звіту завідувача училищем від 1895 р. Гофмана Олександра Олександровича.
В 1843 р. утримання училища перейшло в розпорядження міністерства державного майна.
У 1864 році в навчальному закладі працює двоє учителів які навчають 77 хлопців і 7 дівчат.
Земська управа у 1866 р. повідомила про відкриття у Петриківці Земської школи підпорядкованої Повітовій училищній раді до якої входили Микола Дмитро Мизко, О. О. Гань і Ф. Ф. Соловйов…
Відкриття земської школи свідчило про зростання потреби в грамоті серед селян. Особливістю даних шкіл була їх «змішаність» (і для хлопців і для дівчат).
Паралельно з міністерською і двома земськими школами діяли церковно-приходські школи при свято-Георгіївській церкві і Різдва-Богородицької (Білій). Інспекторами 1898 р. відзначалося що при свято-Георгіївській церкві діє школа із зразковим шкільним садом і курсами рукоділля для дівчат. А в 1913—1914 навчальному році у церковному однокласному училищі було 3 відділення (Доклады и отчеты очередного губернского земского собрания сессии 1915г.)
1910 р. у центрі Петриківки побудовано земську двокласну школу. В цьому приміщенні нині навчаються учні початкових класів Петриківської середньої загальноосвітньої школи. У 1970—1971 рр. до старого корпусу зробили прибудову.
В роки радянської влади освіта стає доступною для всіх. У 1925 р. у Петриківці діє шкіл у тому числі і Петриківська районна трудова семирічна.
30-і рр.. — збудовано 2-поверховий корпус Петриківської середньої школи
1936 р. зусиллями вчителя малювання і креслення нашої школи Стативи Олександра Феодосійовича в селищі почала працювати єдина в сільській місцевості України школа декоративного малювання.
1937 р. — перший випуск середньої школи (учні були не лише з нинішнього Петриківського району, а також із Дніпропетровського району). До 1941 р. середня школа зробила 5 випусків.
З 25.09.1941. по 25.09.1943 р. у селищі діяв німецький окупаційний режим і школа не працювала. Вчителі і учні героїчно боролися з ворогом відстоюючи незалежність рідного краю .
10 жовтня 1943 відновлення навчання у звільненій від німців Петриківці .
1979 р. на честь Міжнародного року дитини відкрито добудову до 2-поверхового корпусу — навчальний корпус, спортивний зал, їдальню.
Не можна не оточити ореолом поваги осіб, котрі працювали для спільного блага, залишивши добрий слід своєю громадянською діяльністю і тим заохочувати до продовження ними розпочатого, зробленого, влаштованого.

## Сьогодення
Загальна кількість учнів — 543
- Молодша школа — 100 учнів
- Середня школа — 259 учнів
- Старша школа — 104 учнів

### Педагогічний колектив
- Вчителів — 54
- Вища категорія — 25
- Перша категорія — 11
- Друга категорія — 3
- Спеціаліст — 15

- Заслужений вчитель України -1
- Вчитель-методист -8
- Старший вчитель — 9
- Майстер спорту — 1

### Матеріальна база
Школа має обладнану двоповерхову будівлю (28 класів, спортивний зал, актовий зал, бібліотека, кафе-їдальня, 2 комп'ютерні кабінети, навчальні кабінети, електронну дошку).